# Jahmi'us Ramsey

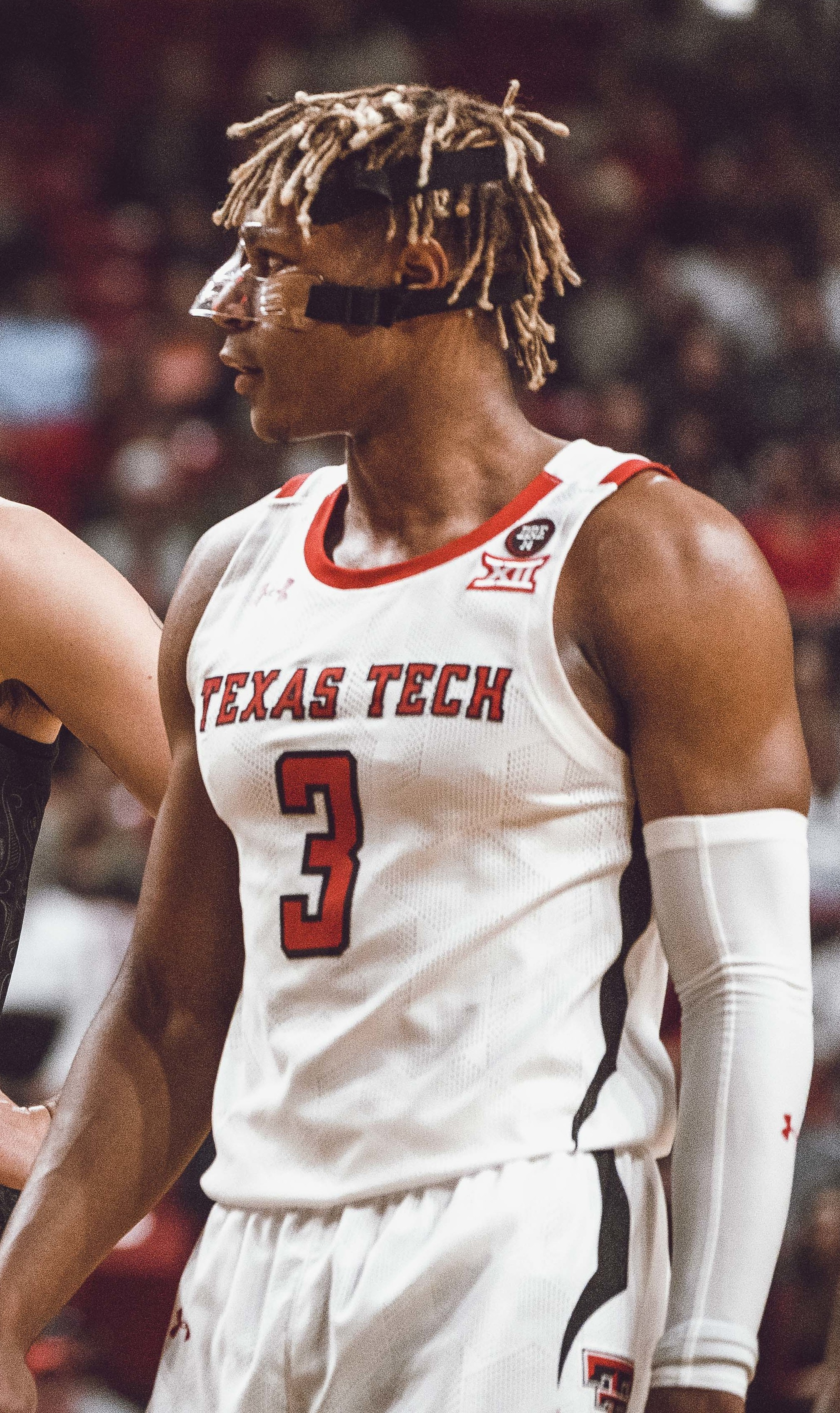
Jahmi'us Ramsey, 2020.

Jahmi'us Ramsey, född 9 juni 2001 i Arlington i Texas, är en amerikansk professionell basketspelare (SG) som spelar för Toronto Raptors i National Basketball Association (NBA). Han har tidigare spelat för Sacramento Kings.
Ramsey draftades av Sacramento Kings i andra rundan i 2020 års draft som 43:e spelare totalt.
Innan han blev proffs studerade Ramsey vid Texas Tech University och spelade för deras idrottsförening Texas Tech Red Raiders.